# Ding'an
Ding'an is een arrondissement in het noorden van de zuidelijke provincie Hainan, Volksrepubliek China.